# 75 Batalion Ochrony Pogranicza
Samodzielny Batalion Ochrony Pogranicza nr 75 – samodzielny pododdział Wojsk Ochrony Pogranicza.

## Formowanie i zmiany organizacyjne
Na podstawie rozkazu MON nr 055/org. z 20 marca 1948, na bazie Wrocławskiego Oddziału WOP nr 11, sformowano 23 Brygadę Ochrony Pogranicza, a 50 komendę odcinka WOP przemianowano na batalion Ochrony Pogranicza nr 75.
Rozkazem Ministra Obrony Narodowej nr 205/Org. z 4 grudnia 1948, z dniem 1 stycznia 1949, Wojska Ochrony Pogranicza podporządkowano Ministerstwu Bezpieczeństwa Publicznego. Zaopatrzenie batalionu przejęła Komenda Wojewódzka Milicji Obywatelskiej.
Z dniem 1 stycznia 1951, na podstawie rozkazu MBP nr 043/org z 3 czerwca 1950, na bazie 23 Brygady Ochrony Pogranicza, sformowano 5 Brygadę Wojsk Ochrony Pogranicza, a 75 batalion Ochrony Pogranicza przemianowano na 51 batalion WOP.

## Struktura organizacyjna
Struktura organizacyjna przedstawiała się następująco :
- dowództwo batalionu – Stronie Śląskie
- 230 strażnica Ochrony Pogranicza – Ludwików
- 231 strażnica Ochrony Pogranicza – Stary Gierałtów
- 232 strażnica Ochrony Pogranicza – Bielice
- 233 strażnica Ochrony Pogranicza – Kamienica
- 234 strażnica Ochrony Pogranicza – Nowiny